# Poemat symfoniczny
Poemat symfoniczny – instrumentalna forma muzyczna. Za twórcę pierwszego poematu symfonicznego uchodzi Ferenc Liszt. Poemat symfoniczny to utwór o charakterze programowym, zwykle sugerowanym już w tytule. Forma nie posiada określonej budowy i jest podporządkowana wymogom fabularnej treści, inspirowanej najczęściej literaturą, rzadziej sztukami plastycznymi. Wczesne poematy symfoniczne były zazwyczaj jednoczęściowe.  W XIX-wiecznych Niemczech w odniesieniu do poematu symfonicznego używano nazw Tondichtung, Musikalisches Gedicht, Sifnonische Dichtung i innych. W literaturze muzycznej pierwszy raz określenia Tondichtung użył Carl Loewe w stosunku do utworu Mazeppa op. 27 według Byrona, napisanego w 1830 r.
Do rozwoju tej formy najbardziej przyczynili się:
- Ferenc Liszt – napisał m.in.:
  - Les Preludes (Preludia, według Medytacji Lamartine'a)
  - Tasso, lamento e trionfo (według Byrona)
  - Co słychać w górach
  - Orfeusz
  - Prometeusz
  - Hungaria
  - Hamlet
  - Bitwa Hunów
  - Mazepa
- Camille Saint-Saëns
  - Kołowrotek Omfalii (Le Rouet d'Omphale), op. 31
  - Phaëton, op. 39
  - Taniec szkieletów (Danse macabre), op. 40
  - La Jeunesse d'Hercule, op. 50
- Bedřich Smetana
  - cykl 6 poematów symfonicznych Má vlast (Moja ojczyzna), w tym najsłynniejszy Vltava (Wełtawa)
- Antonín Dvořák
  - Wodnik op. 107
  - Południca op.108
  - Złoty kołowrotek op.109
  - Leśny gołąb op. 110
  - Pieśń bohaterska op. 111
- Zygmunt Noskowski
  - Step op. 66
- Piotr Czajkowski
  - fantazja symfoniczna Burza, op. 18 – według Szekspira
  - uwertura fantastyczna Romeo i Julia – według Szekspira
  - uwertura Rok 1812, op. 49
  - ballada symfoniczna Wojewoda, op. 78 – według poematu Mickiewicza
- Anatolij Ladow
  - Baba Jaga, op. 56
  - Zaczarowane jezioro, op. 62
  - Kikimora, op. 63
- César Franck
- Richard Strauss
  - Don Juan op. 20
  - Śmierć i wyzwolenie op. 24
  - Till Eulenspiegel op. 28
  - Also sprach Zarathustra, op. 30 (Tako rzecze Zaratustra)
  - Ein Heldenleben, op. 40
- Konstanty Gorski
  - Na Olimpie według noweli Henryka Sienkiewicza
  - Zaczarowane koło według baśni Lucjana Rydla
- Mieczysław Karłowicz
  - Powracające fale, op. 9
  - Odwieczne pieśni, op. 10
  - Rapsodia litewska, op. 11
  - Stanisław i Anna Oświecimowie, op. 12
  - Smutna opowieść, op. 13
  - Epizod na maskaradzie, op. 14
- Paul Dukas
  - scherzo symfoniczne L'Apprenti sorcier (Uczeń czarnoksiężnika)
- Jean Sibelius
  - En Saga, op. 9
  - Le Cygne de Tuonela, op. 22 nr 3
  - Finlandia, op. 26
  - Córka Pohjola, op. 49
  - Oceanidy, op. 73
- Ottorino Respighi
  - Pini di Roma (Pinie rzymskie)
  - Fontane di Roma (Fontanny rzymskie)
  - Feste Romane
- Bolesław Szabelski
  - Mikołaj Kopernik
- Wojciech Kilar
  - Krzesany
  - Kościelec 1909
- Modest Musorgski
  - Noc na Łysej Górze

jak również inni kompozytorzy (np.: Arnold Bax, Carl Nielsen).